# Marcus Caecilius Metellus (Kr. e. 115)
Marcus Caecilius Metellus (Kr. e. 2. század) római politikus és hadvezér, az előkelő, plebeius származású Caecilia gens Metellus-ágához tartozott. Quintus Caecilius Metellus Macedonicus, Kr. e. 143. consuljának fia volt. Fivérei, Quintus, Lucius és Caius is mind elérték a consuli rangot.
Életéről keveset tudunk. Kr. e. 115-ben, édesapja halának évében Marcus Aemilius Scaurus consultársa volt. Fivéreivel együtt vitte apja holttestét a halotti máglyára. Kr. e. 114-ben Szardínia proconsuli rangú helytartója lett, amely minőségben sikeresen leverte az őslakosság lázadását. Győzelme jutalmaként Kr. e. 113-ban triumphust tarthatott Rómában, egy napon a trákok ellen sikereket elérő öccsével, Caius Caprariusszal.
| Elődei: Caius Licinius Geta és Quintus Fabius Maximus Eburnus | Consul i. e. 115 collega: Marcus Aemilius Scaurus | Utódai: Manlius Acilius Balbus és Caius Portius Cato |